# Prambanan
Prambanan – hinduistyczny zespół świątynny położony w Indonezji na wyspie Jawa, 18 km od miasta Yogyakarta. Zbudowany w IX wieku dla upamiętnienia zwycięstwa Rakai Pikatana władcy Sanjai nad Balaputrą ostatnim władcą Śailendry. Zespół świątyń był poświęcony Trimurti, hinduistycznej trójcy bogów: stwórcy Brahmie, opiekunowi Wisznu i niszczycielowi Śiwie. Opuszczony około 930 roku n.e. pozostawał zapomniany aż do 1811 roku, kiedy trafił na niego brytyjski geodeta w trakcie krótkiego okresu, gdy Brytyjczycy przejęli władzę nad Indonezją.
W 1991 roku zespół świątynny Prambanan został wpisany na listę światowego dziedzictwa UNESCO.
W maju 2006 roku świątynie ucierpiały podczas trzęsienia ziemi.
W lutym 2014 roku w wyniku erupcji wulkanu Kelud zespół został zamknięty dla turystów na około miesiąc.